# Aéroport international Casa de Campo
Pour les articles homonymes, voir Casa de campo.
L'aéroport Casa de Campo International est l'aéroport de la ville de La Romana en République dominicaine. Il est situé à proximité des terrains de golf de la station balnéaire de Casa de Campo. Ouvert en 2000, en remplacement de l'aéroport de La Romana, il est situé à environ 110 km de la capitale, Santo Domingo.

## Situation
| Barahona Constanza La Romana Pedernales Monte Cristi Punta · Cana Samaná · A. Barril Samaná · El Catey Puerto Plata Santiago Saint-D. · Las Américas Saint-D. · La Isabela |

## Statistiques
Le graphique qui aurait dû être présenté ici ne peut pas être affiché car il utilise l'ancienne extension Graph, désactivée pour des questions de sécurité. Des indications pour créer un nouveau graphique avec la nouvelle extension Chart sont disponibles ici.

Voir la requête brute et les sources sur Wikidata.

## Compagnies aériennes et destinations

### Passenger
| Compagnies                     | Destinations                                                                 |
| ------------------------------ | ---------------------------------------------------------------------------- |
| Alitalia                       | En saison charter : Rome Léonard-de-Vinci/Fiumicino                          |
| Air Canada                     | En saison : Montréal (P.-E.-Trudeau)                                         |
| Air Transat                    | Montréal (P.-E.-Trudeau) En saison : Québec (Jean-Lesage), Toronto (Pearson) |
| Azur Air                       | Moscou-Vnoukovo, Saint-Pétersbourg-Poulkovo                                  |
| Blue Panorama Airlines         | Milan-Malpensa, Rome Léonard-de-Vinci/Fiumicino, Vérone - Villafranca        |
| Condor                         | En saison : Düsseldorf, Francfort, Munich-F. J. Strauß                       |
| JetBlue Airways                | New York-John F. Kennedy                                                     |
| LOT Polish Airlines            | Charter : Varsovie-Chopin                                                    |
| Neos                           | Milan-Malpensa                                                               |
| Servicios Aéreos Profesionales | Saint-Domingue Las Américas, Varadero-J.-G.-Gómez                            |
| TUI Airways                    | Londres-Gatwick En saison : Birmingham, Glasgow                              |

Édité le 07/02/2018

### Cargo
| Compagnies  | Destinations |
| ----------- | ------------ |
| IBC Airways | Miami        |